# Air India Flight 171
|  | Denne artikel kan blive påvirket af en aktuel begivenhed Informationerne i artiklen kan blive ændret hurtigt, som begivenheden skrider frem. Indledende nyhedsrapporter kan være upålidelige. De seneste ændringer på denne artikel reflekterer muligvis ikke den mest aktuelle information. |

Air India Flight 171 var et rutefly fra Air India, der 12. juni 2025 skulle flyve fra Sardar Vallabhbhai Patel International Airport (en) i Ahmedabad til London Gatwick. Under et minut efter afgang styrtede flyet af ukendte årsager ned, blot 1,5 km fra landingsbanen.
Styrtet var den første dødelige ulykke med typen Boeing 787 Dreamliner og Air Indias værste ulykke siden Air India Flight 182 (en) i 1985, mens det var den værste flyulykke på indisk grund siden kollisionen over Charkhi Dadri (en) i 1996.
Over 269 personer omkom i ulykken, heraf mindst 39 på landjorden. En mand med britisk pas, Vishwash Kumar Ramesh, der sad på flyets sæde nr 11A, overlevede.
Flyet blev fløjet af kaptajn Sumeet Sabharwal, der havde 15.638 flytimer, hvoraf 8.596 flytimer på flytypen. Andenpilot Clive Kundar havde 3.403 flytimer, hvoraf 1.128 flytimer på flytypen.
Den præliminære rapport udgivet 12.07.2025 fastslår at flaps var indstillet korrekt. Rapporten angiver at knappen for brændstoftilførslen manuelt blev flyttet fra RUN til CUTOFF umiddelbart efter flyet var i luften. 
Flyets flight recorder har optaget den ene pilot spørge den anden, hvorfor han har afbrudt brændstoftilførslen, hvortil den anden pilot svarer at det har han ikke. Rapporten angiver ikke, hvem der spørger, men andenpiloten er Pilot Flying, mens kaptajnen er Pilot Monitoring.
Flyets flightrecorder har registreret at begge motorers brændstoftilførsel sættes til RUN igen 14 sekunder senere og automatisk opstart af motorerne sættes i gang. Motor 1 opnåede genstart, mens Motor 2 stoppede nedslukningen, men flyet styrtede inden der var opnået tilstrækkelig thrust til at skabe positivt løft. 
Rapporten kritiserer hverken flyfabrikanten Boeing eller flyselskabet Air India. 
Uafhængige eksperter har dog påpeget at piloter rutinemæssigt bruger knapperne for brændstoftilførslen til at slukke flyets motorer når det er ankommet til gaten. Det kunne således være en handling, som føles normal og som hånden muligvis kunne udføre, selvom pilotens hensigt var en anden - i dette tilfælde at løfte flyets hjul. 

## Galleri
- Video fra et af lufthavnens overvågningskameraer, som viser styrtet.